# Federazione di baseball della Serbia
La Federazione serba di baseball (srp. Baseball savez Srbije) è un'organizzazione fondata per governare la pratica del baseball in Serbia.
Organizza il campionato di baseball serbo, e pone sotto la propria egida la nazionale maschile.